# 또순이와 갑순이
또순이와 갑순이는 한국에서 제작된 김효천 감독의 1973년 영화이다. 김창숙 등이 주연으로 출연하였고 정진우 등이 제작에 참여하였다.

## 출연

### 주연
- 김창숙
- 안인숙
- 백일섭